# Betlhem Desalegn
Betlhem Belayneh Desalegn (née le 13 novembre 1991 à Addis-Abeba, en Éthiopie) est une athlète émiratie, spécialiste du demi-fond et du fond.

## Biographie
Lors des championnats d'Asie 2013, Betlhem Desalegn réalise le doublé 1 500 - 5 000 mètres.
Ses meilleurs temps sont :
- sur 1 500 m, 4 min 5 s 13 à Doha le 10 mai 2013
- sur 5 000 m, 15 min 12 s 84 à Pune le 7 juillet 2003, médaille d'or des Championnats asiatiques, avec le record de la compétition.

Le 20 mars 2016, Desalegn se classe 8e des championnats du monde en salle de Portland sur le 3 000 m. Le 18 mai suivant, l'Émiratie établit un nouveau record personnel et national en 4 min 03 s 70 (1 500 m) lors du World Challenge Beijing pour terminer 2e de la course derrière Hellen Obiri.

## Palmarès
| Date | Compétition                    | Lieu         | Résultat | Épreuve | Temps          |
| ---- | ------------------------------ | ------------ | -------- | ------- | -------------- |
| 2011 | Jeux panarabes                 | Doha         | 3e       | 1 500 m | 4 min 21 s 50  |
| 2011 | Jeux panarabes                 | Doha         | 2e       | 5 000 m | 16 min 12 s 71 |
| 2012 | Championnats d'Asie en salle   | Hangzhou     | 2e       | 1 500 m | 4 min 16 s 97  |
| 2012 | Championnats d'Asie en salle   | Hangzhou     | 2e       | 3 000 m | 8 min 53 s 56  |
| 2013 | Championnats panarabes         | Doha         | 3e       | 1 500 m | 4 min 55 s 23  |
| 2013 | Championnats panarabes         | Doha         | 1re      | 5 000 m | 15 min 48 s 59 |
| 2013 | Championnats d'Asie            | Pune         | 1re      | 1 500 m | 4 min 13 s 67  |
| 2013 | Championnats d'Asie            | Pune         | 1re      | 5 000 m | 15 min 12 s 84 |
| 2014 | Championnats d'Asie en salle   | Hangzhou     | 2e       | 1 500 m | 4 min 19 s 83  |
| 2014 | Championnats d'Asie en salle   | Hangzhou     | 2e       | 3 000 m | 8 min 46 s 54  |
| 2014 | Championnats du monde en salle | Sopot        | —        | 3 000 m | DSQ            |
| 2015 | Championnats panarabes         | Madinat 'Isa | —        | 800 m   | DSQ            |
| 2015 | Championnats panarabes         | Madinat 'Isa | —        | 1 500 m | DSQ            |
| 2015 | Championnats d'Asie            | Wuhan        | —        | 1 500 m | DSQ            |
| 2015 | Championnats d'Asie            | Wuhan        | —        | 3 000 m | DSQ            |
| 2016 | Championnats d'Asie en salle   | Doha         | —        | 1 500 m | DSQ            |
| 2016 | Championnats d'Asie en salle   | Doha         | —        | 3 000 m | DSQ            |
| 2016 | Championnats du monde en salle | Portland     | —        | 3 000 m | DSQ            |

## Records
| Épreuve      | Épreuve      | Performance         | Lieu      | Date           |
| ------------ | ------------ | ------------------- | --------- | -------------- |
| 1 500 mètres | En plein air | 4 min 05 s 13 (NR)  | Doha      | 18 mai 2013    |
| 1 500 mètres | En salle     | 4 min 08 s 79 (NR)  | Stockholm | 9 février 2014 |
| 5 000 mètres | En plein air | 15 min 12 s 84 (NR) | Pune      | 7 juillet 2013 |